# Moritz Schmidt

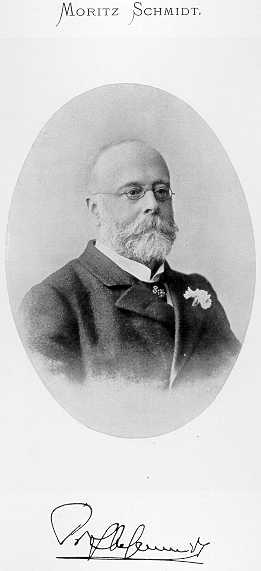
Fotografie von Moritz Schmidt.

Moritz Wilhelm Constantin Schmidt, auch Moriz Wilhelm Constantin Schmidt (* 19. November 1823 in Breslau; † 8. Oktober 1888 in Jena) war ein deutscher klassischer Philologe, der ab 1857 als Professor an der Universität Jena wirkte.

## Leben
Moritz Schmidt wurde am 19. November 1823 als Sohn des Oberlandesgerichtsrats Moriz Wilhelm Eduard Schmidt und seiner Frau Bianca geb. du Vignau in Breslau geboren. Nach dem berufsbedingten Umzug der Familie nach Schweidnitz 1826 erhielt der junge Schmidt Privatunterricht und trat 1831 in das Gymnasium zu Schweidnitz ein. Dort entdeckte er seine Neigung zu den alten Sprachen Latein und Altgriechisch und entschloss sich schon Jahre vor seinem Abschluss dazu, klassische Philologie zu studieren.
Ostern 1840 verließ er das Gymnasium mit dem Reifezeugnis und begann an der Universität Breslau sein Studium unter Friedrich Haase (1808–1867). 1841 wechselte er an die Berliner Universität, an der damals die berühmten Altphilologen Karl Lachmann und August Böckh wirkten. In Berlin erwarb er auch umfassende philosophische und historische Kenntnisse und nahm an den Sitzungen des Literarischen Sonntagsvereins Tunnel über der Spree teil. Im Februar 1844 promovierte er mit seiner Abhandlung „De dithyrambo poetisque dithyrambicis“ (Über den Dithyrambus und die dithyrambischen Dichter) und bestand im August die Prüfung für das höhere Schulamt. Eine Lehrtätigkeit wurde ihm jedoch von der schlesischen Schulbehörde wegen seiner Jugend zunächst verweigert (Schmidt war erst zwanzig Jahre alt). Aus diesem Grund beschäftigte er sich in den folgenden Jahren im Selbststudium mit den antiken Grammatikern und Dichtern, insbesondere mit Pindar. Ab 1846 war er Mitarbeiter der Zeitschrift Philologus.
Ostern 1847 trat er sein Probejahr am Schweidnitzer Gymnasium an und ging im Mai 1849 nach Oels, wo er sich neben dem Unterricht am Oelser Gymnasium auf die griechischen Grammatiker konzentrierte. Den Mittelpunkt dieser Studien bildete das Wörterbuch des Hesychios von Alexandria. 1856 gab er die erste Schrift „specimen Hesychii editionis“ heraus, 1858–1868 dann in fünf Bänden das Lexikon selbst. Diese Edition galt als maßgeblich und blieb lange in Gebrauch. Ab 1913 arbeitete Kurt Latte an einer neuen Edition, deren Abschluss sich jedoch aus verschiedenen Gründen verzögerte. Nach Lattes Tod (1964) stellte Peter Allan Hansen die Edition ab 1987 fertig (abgeschlossen 2009).
Schmidt wurde zum Anfang des Sommersemesters 1857 außerordentlicher Professor der Philosophie an der Universität Jena, erhielt am 25. April 1864 eine ordentliche Honorarprofessur und wurde am 1. April 1869 ordentlicher Professor der klassischen Philologie. Zudem war er vom Sommersemester 1874 bis Ende des Sommersemesters 1882 Professor der Rhetorik, war Direktor des philologischen Seminars und wurde zum Hofrat von Sachsen-Weimar-Eisenach ernannt. Im Wintersemester 1876 beteiligte er sich als Rektor der Alma Mater auch an den organisatorischen Aufgaben der Salana. In Jena widmete er sich der Sprach- und Dialektforschung, vor allem zu den Denkmälern der lykischen Sprache. Seiner Edition der lykischen Inschriften nach den Kopien von A. Schönborn (1868) gingen Studien „Zur Entzifferung der lykischen Sprachdenkmale“ voraus, 1869 und 1881 schrieb er erneut zu diesem Thema. Ein wichtiges Verdienst dieser Jahre ist seine Entzifferung der kyprischen Schrift, die er in seinem Buch „Die Inschrift von Idalion und das kyprische Syllabar“ (1874) vorstellte. Seine metrischen Studien betrafen vor allem Pindars Siegesgesänge: „Pindar’s Olympische Siegesgesänge griechisch und deutsch“ (1869), „Ueber den Bau der Pindarischen Strophen“ (1882). Hier konnte er die metrischen Schwierigkeiten jedoch nicht eindeutig lösen. Seine Editionen und Übersetzungen fanden Anklang.
In den 70er Jahren erlangte er durch seine Arbeit internationale Anerkennung; seine Gesundheit verschlechterte sich jedoch nach 1878 rapide. Am 30. Mai 1885 erlitt er einen Schlaganfall und starb am 8. Oktober 1888.

## Auszeichnungen
- 1871: Ehrenmitglied (μέλος ἐπίτιμον) des Griechischen Philologischen Gesellschaft zu Konstantinopel
- 1879: Korrespondierendes Mitglied der Königlichen Akademie der Wissenschaften zu Sankt Petersburg
- 1882: Ritterkreuz I. Abteilung des Weimarischen Hausordens

## Schriften (Auswahl)
- Diatribe in dithyrambum 1845 in der Google-Buchsuche
- Verbesserungsvorschläge zu einigen schwierigen Stellen in Aeschylus’ Agamemnon 1864 in der Google-Buchsuche-USA
- Neue lykische Studien 1869 in der Google-Buchsuche-USA
- Die Inschrift von Idalion und das kyprische Syllabar, Jena 1874 in der Google-Buchsuche-USA
- Ueber den Bau der pindarischen Strophen, Leipzig 1892 in der Google-Buchsuche-USA

### Editionen
- Didymi Chalcenteri grammatici alexandrini fragmenta quae supersunt omnia 1854 in der Google-Buchsuche
- Hesychii Alexandrini lexicon post Iohannem Albertum Band 1: 1858 in der Google-Buchsuche
- Hygini Fabulae, Jena 1872 in der Google-Buchsuche-USA
- Georgii Cyprii declamatio e codice Leidensi edita. Jena 1875 in der Google-Buchsuche
- Georgii Cyprii declamatio e codice Leidensi edita. Particula altera. Jena 1875-1876 in der Google-Buchsuche
- Sophokles Antigone nebst den Scholien des Laurentianus 1880 in der Google-Buchsuche-USA